# بيوتر بتروفيتش بولياكوف
بيوتر بتروفيتش بولياكوف (1902-1974) (بالإنجليزية: Petr Petrovich Poljakov)‏ هو عالم نبات روسي.